# Spice of Life
«Spice of Life» es una canción interpretada por el grupo musical estadounidense The Manhattan Transfer. Fue publicada el 18 de agosto de 1983 como el sencillo principal de su séptimo álbum de estudio Bodies and Souls.

## Créditos y personal
Créditos adaptados desde las notas de álbum de Bodies and Souls.
The Manhattan Transfer
- Cheryl Bentyne – voces
- Tim Hauser – voces
- Alan Paul – voces
- Janis Siegel – voces

Músicos adicionales
- Larry Williams – piano Rhodes
- Casey Young – programación de sintetizadores
- Kevin Clark – guitarra
- David Williams – guitarra
- Neil Stubenhaus – guitarra bajo
- John Robinson – batería
- Paulinho da Costa – percusión
- Stevie Wonder – armónica
- Ernie Watts – saxofón
- Bill Reichenbach Jr. – trombón
- Gary Grant – trompeta
- Jerry Hey – trompeta, arreglos de corno francés
- Rod Temperton – arreglos instrumentales, de corno francés y vocales

Personal técnico
- Richard Rudolph – producción
- The Manhattan Transfer – producción
- Kevin Clark – ingeniero de audio, mezclas
- Bernie Grundman – masterización

## Posicionamiento
| Gráfica (1983–84)                                | Pico de posición |
| ------------------------------------------------ | ---------------- |
| Estados Unidos (Billboard Adult Contemporary)    | 5                |
| Estados Unidos (Billboard Dance Club Songs)      | 29               |
| Estados Unidos (Billboard Hot 100)               | 40               |
| Estados Unidos (Billboard Hot R&B/Hip-Hop Songs) | 32               |
| Reino Unido (UK Singles Chart)                   | 19               |